# Europäisches Olympisches Sommer-Jugendfestival 2025/Leichtathletik
Die Leichtathletikwettbewerbe beim Europäischen Olympischen Sommer-Jugendfestival 2025 in Skopje wurden vom 21. bis zum 26. Juli ausgetragen. Wettkampfstätte war die Toše-Proeski-Arena.
Neu ins Programm aufgenommen wurde die 4-mal-400-Meter-Mixed-Staffel.

## Medaillenspiegel
| Platz  | Land                    | Gold | Silber | Bronze | Gesamt |
| ------ | ----------------------- | ---- | ------ | ------ | ------ |
| 1      | Italien                 | 7    | 5      | 1      | 13     |
| 2      | Frankreich              | 5    | 4      | 1      | 10     |
| 3      | Polen                   | 3    | 1      | 4      | 8      |
| 4      | Griechenland            | 2    | 4      | 5      | 11     |
| 5      | Schweiz                 | 2    | 4      | 3      | 9      |
| 6      | Schweden                | 2    | 3      | 1      | 6      |
| 7      | Tschechien              | 2    | 2      | 2      | 5      |
| 8      | Deutschland             | 2    | 1      | 1      | 4      |
| 9      | Belgien                 | 2    | –      | 2      | 3      |
| 10     | Norwegen                | 2    | –      | –      | 2      |
| 11     | Spanien                 | 1    | 5      | 4      | 10     |
| 12     | Ungarn                  | 1    | 3      | 1      | 5      |
| 13     | Finnland                | 1    | 2      | –      | 3      |
| 14     | Ukraine                 | 1    | 1      | 2      | 4      |
| 15     | Lettland                | 1    | 1      | 1      | 3      |
| 15     | Portugal                | 1    | 1      | 1      | 3      |
| 17     | Slowenien               | 1    | 1      | –      | 2      |
| 18     | Rumänien                | 1    | –      | 2      | 3      |
| 19     | Zypern                  | 1    | –      | 1      | 2      |
| 20     | Bosnien und Herzegowina | 1    | –      | –      | 1      |
| 20     | Estland                 | 1    | –      | –      | 1      |
| 22     | Türkei                  | –    | 2      | 1      | 3      |
| 23     | Irland                  | –    | –      | 4      | 4      |
| 24     | Dänemark                | –    | –      | 2      | 2      |
| 25     | Kroatien                | –    | –      | 1      | 1      |
| 25     | Moldau                  | –    | –      | 1      | 1      |
| 25     | Slowakei                | –    | –      | 1      | 1      |
| Gesamt | Gesamt                  | 41   | 41     | 42     | 118    |

## Medaillengewinner

### Jungen
| Disziplin        | Gold                                                          | Silber                                                                          | Bronze                                                                         |
| ---------------- | ------------------------------------------------------------- | ------------------------------------------------------------------------------- | ------------------------------------------------------------------------------ |
| 100 m            | Nikodem Dymiński                                              | Edwin Fermin Galvan                                                             | Benjamin Sykes                                                                 |
| 200 m            | Nino Radosavljevic Kusljic                                    | Huba Pandur                                                                     | Joe Burke                                                                      |
| 400 m            | Tomáš Horák                                                   | Hugo Kjellander                                                                 | Spyridon Konidaris                                                             |
| 800 m            | Andor Schumann                                                | Umed Caraccio                                                                   | Lennert Van Dyck Muhammed Yalçın                                               |
| 1500 m           | Alois Abraham                                                 | Álex Sierpes                                                                    | Eric Huanca Quispe                                                             |
| 3000 m           | Sebastian Lörstad                                             | Alfonso Gomes                                                                   | Sebastian Smed Grønkjær                                                        |
| 110 m Hürden     | Rafael Franzini                                               | Maël-Bephassou Lannurien                                                        | Anthony Pérez                                                                  |
| 400 m Hürden     | Diego Mancini                                                 | Oğuzhan Yeşilobalıgil                                                           | Travis Collet                                                                  |
| 2000 m Hindernis | Håkon Sørstad                                                 | Mathis Dubois                                                                   | Michał Gajdus                                                                  |
| Medley Staffel   | TschechienJakub Marek Štěpán Vardžák Dominik Zajac Jiří Vacek | TürkeiOğuzhan Yeşilobalıgil Toprak Özdemir Velat Bulut Yağız Delice Koray Uygun | DeutschlandNikolas Tietze Andor Schumann Sebastian Hetzner Gianluca Wessendorf |
| 5 km Gehen       | Nicolo Vidal                                                  | Gabriel González                                                                | Witalij Tarasjuk                                                               |
| Hochsprung       | Charalampos Alivizatos                                        | Vojtěch Zajíček                                                                 | Daniels Ģiedris                                                                |
| Stabhochsprung   | Zackaria Dia                                                  | Iván Varga                                                                      | Wiktor Jaroszewicz                                                             |
| Weitsprung       | Rémi Mourié                                                   | Adam Billokon                                                                   | Noah Hasler                                                                    |
| Dreisprung       | Gora N’Diaye                                                  | Dimitrios Moumouris                                                             | Yoel Pérez                                                                     |
| Kugelstoßen      | Enhar Mahmić                                                  | Hugo Casañas                                                                    | Filip Kappel                                                                   |
| Diskuswurf       | Toms Samauskis                                                | Mattia Bartolini                                                                | Jehor Lapa                                                                     |
| Hammerwurf       | Alexandros Ghamrawi                                           | Sotirios Gentekos                                                               | Artiom Olaru                                                                   |
| Speerwurf        | Jere Murto                                                    | Oliver Levente Boysyhart                                                        | Seppo Pauwels                                                                  |
| Zehnkampf        | Matteo Sorci                                                  | Kilian Trochain                                                                 | David Brügger                                                                  |

### Mädchen
| Disziplin        | Gold                                                                         | Silber                                                        | Bronze                                                               |
| ---------------- | ---------------------------------------------------------------------------- | ------------------------------------------------------------- | -------------------------------------------------------------------- |
| 100 m            | Kelly Doualla                                                                | Xenia Buri                                                    | Carolina Ventura                                                     |
| 200 m            | Margherita Castellani                                                        | Béatrice Tassin                                               | Jamilia Bernhardsson                                                 |
| 400 m            | Živa Remic                                                                   | Laura Frattaroli                                              | Erin Friel                                                           |
| 800 m            | Fiona von Flüe                                                               | Cäcilia Weimann                                               | Caterina Caligiana                                                   |
| 1500 m           | Mariana Moreira                                                              | Laia Cariñanos                                                | Oksana Pestka                                                        |
| 3000 m           | Venus Abraham Teffera                                                        | Amanda Román                                                  | Veronika Břízová                                                     |
| 100 m Hürden     | Alessia Succo                                                                | Sereina Liem                                                  | Nina Hejčíková                                                       |
| 400 m Hürden     | Mina Hirsbrunner                                                             | Emma Juntunen                                                 | Ellis McHugh                                                         |
| 2000 m Hindernis | Clémentine Byl                                                               | Fanny Szalaki                                                 | Debritu Paniagua                                                     |
| Medley Staffel   | ItalienIsabella Pastore Margherita Castellani Laura Frattaroli Kelly Doualla | SchweizXenia Buri Jelena Schranz Timea Rankl Mina Hirsbrunner | PolenMaja Gondek Zofia Tomczyk Aleksandra Przybylska Milena Basińska |
| 5 km Gehen       | Daphné Gateau-Fernez                                                         | Valentina Adamo                                               | Chara Gerou                                                          |
| Hochsprung       | Aitana Alonso                                                                | Svea Victorén                                                 | Lena Maria Ionescu                                                   |
| Stabhochsprung   | Allika Inkeri Moser                                                          | Moana Peyrard                                                 | Anastasia Boumpoulidi                                                |
| Weitsprung       | Aleksandra Sochacka                                                          | Ella Wallin                                                   | Ana Maria Dogan                                                      |
| Dreisprung       | Daria Vrînceanu                                                              | Brenda Džiliana Apsīte                                        | Ana Estrella De León                                                 |
| Kugelstoßen      | Anastasia Andreadi                                                           | Kinga Jackowska                                               | Zara Veltruski                                                       |
| Diskuswurf       | Mirabella Keserű                                                             | Theodora Kirmanidi                                            | Marina Hadjicosta                                                    |
| Hammerwurf       | Polina Dseroschynska                                                         | Alexandra Chernova                                            | Mirabella Keserű                                                     |
| Speerwurf        | Amelia Gibas                                                                 | Živa Križ                                                     | Viola Hansgaard                                                      |
| Siebenkampf      | Svea Funck                                                                   | Norina Hug                                                    | Tove Arwidson                                                        |

### Mixed
| Disziplin         | Gold                                                                      | Silber                                                             | Bronze                                                                               |
| ----------------- | ------------------------------------------------------------------------- | ------------------------------------------------------------------ | ------------------------------------------------------------------------------------ |
| 4 × 400 m Staffel | ItalienJuan Jose Caggia Laura Frattaroli Caterina Caligiana Diego Mancini | TschechienJakub Marek Alžběta Podzimková Anna Cerovská Tomáš Horák | GriechenlandRafailia Giannoulidou Eleni Iakovaki Spyridon Konidaris Savvas Chnitidis |

## Ergebnisse Jungen

### 100 m
| Platz | Land | Sportler            | Zeit (s) |
| ----- | ---- | ------------------- | -------- |
| 1     | POL  | Nikodem Dymiński    | 10,50    |
| 2     | ITA  | Edwin Fermin Galvan | 10,54    |
| 3     | IRL  | Benjamin Sykes      | 10,57    |
| 4     | BEL  | Bright Otiora       | 10,63    |
| 5     | HUN  | Krisztián Kalics    | 10,65    |
| 6     | GER  | Sebastian Hetzner   | 10,71    |
| 7     | SUI  | Luca Marrocco       | 10,75    |
|       | GRE  | Dimitrios Vavilis   | DSQ      |

 Datum: 21. Juli 2025

### 200 m
| Platz | Land | Sportler                   | Zeit (s) |
| ----- | ---- | -------------------------- | -------- |
| 1     | SWE  | Nino Radosavljevic Kusljic | 21,09    |
| 2     | HUN  | Huba Pandur                | 21,20    |
| 3     | IRL  | Joe Burke                  | 21,22    |
| 4     | POL  | Jakub Sarlej               | 21,24    |
| 5     | ROU  | Jessus Bănicioiu           | 21,30    |
| 6     | GRE  | Vasileios Tagaras          | 21,38    |
| 7     | NOR  | Benjamin Altmann Opuama    | 21,54    |
| 8     | CZE  | Štěpán Vardžák             | 21,79    |

 Datum: 25. Juli 2025

### 400 m
| Platz | Land | Sportler           | Zeit (s) |
| ----- | ---- | ------------------ | -------- |
| 1     | CZE  | Tomáš Horák        | 46,60    |
| 2     | SWE  | Hugo Kjellander    | 47,20    |
| 3     | GRE  | Spyridon Konidaris | 47,42    |
| 4     | EST  | Ervin Raudsepp     | 47,55    |
| 5     | BUL  | Wassil Antonow     | 48,07    |
| 6     | ITA  | Juan Jose Caggia   | 48,44    |
| 7     | SVK  | Sebastian Karp     | 48,62    |
| 8     | POL  | David Malinowski   | 49,97    |

 Datum: 22. Juli 2025

### 800 m
| Platz | Land | Sportler          | Zeit (min) |
| ----- | ---- | ----------------- | ---------- |
| 1     | GER  | Andor Schumann    | 1:48,82    |
| 2     | ITA  | Umed Caraccio     | 1:49,59    |
| 3     | BEL  | Lennert Van Dyck  | 1:51,74    |
| 4     | FRA  | Assad Ben Bahou   | 1:52,52    |
| 5     | FIN  | Justus Korvenpään | 1:53,44    |
| 6     | CRO  | Fran Anić         | 1:53,72    |
| 7     | TUR  | Muhammed Yalçın   | 2:39,80    |
|       | POR  | David Moura       | DNF        |

 Datum: 24. Juli 2025
Muhammed Yalçın erhielt die Bronzemedaille nach Juryentscheid zugesprochen nachdem er im Zielsprint behindert worden war.

### 1500 m
| Platz | Land | Sportler                | Zeit (min) |
| ----- | ---- | ----------------------- | ---------- |
| 1     | FRA  | Alois Abraham           | 3:48,39    |
| 2     | ESP  | Álex Sierpes            | 3:49,53    |
| 3     | SUI  | Eric Huanca Quispe      | 3:49,84    |
| 4     | BEL  | Ilyès Druez             | 3:50,58    |
| 5     | ITA  | Luca Cavazzuti          | 3:52,10    |
| 6     | DEN  | William Thøgersen       | 3:52,16    |
| 7     | GRE  | Alexandros Stavropoulos | 3:53,55    |
| 8     | IRL  | Lorcán Forde Dunne      | 3:58,95    |

 Datum: 21. Juli 2025

### 3000 m
| Platz | Land | Sportler              | Zeit (min) |
| ----- | ---- | --------------------- | ---------- |
| 1     | SWE  | Sebastian Lörstad     | 8:03,47    |
| 2     | POR  | Afonso Gomes          | 8:24,87    |
| 3     | DEN  | Sebastian Grønkjær    | 8:25,05    |
| 4     | FRA  | Milo Serrao           | 8:25,80    |
| 5     | SVK  | Dominik Ivančík       | 8:27,97    |
| 6     | FIN  | Leo Rajaniemi         | 8:30,23    |
| 7     | POL  | Aleksander Okruciński | 8:30,71    |
| 8     | BEL  | Axl Hermans           | 8:31,30    |

 Datum: 25. Juli 2025

### 110 m Hürden
| Platz | Land | Sportler                 | Zeit (s) |
| ----- | ---- | ------------------------ | -------- |
| 1     | BEL  | Rafael Franzini          | 13,24    |
| 2     | FRA  | Maël-Bephassou Lannurien | 13,24    |
| 3     | ESP  | Anthony Pérez            | 13,46    |
| 4     | ISR  | Liam Aqwa                | 13,70    |
| 5     | FIN  | Pyry Heiskanen           | 13,80    |
| 6     | ITA  | Filippo Vedana           | 13,80    |
|       | TUR  | Koray Uygun              | DNF      |
|       | UKR  | Adam Bilokon             | DSQ      |

 Datum: 22. Juli 2025

### 400 m Hürden
| Platz | Land       | Sportler              | Zeit (s) |
| ----- | ---------- | --------------------- | -------- |
| 1     | ITA        | Diego Mancini         | 50,01    |
| 2     | TUR        | Oğuzhan Yeşilobalıgil | 50,40    |
| 3     | FRA        | Travis Collet         | 50,97    |
| 4     | ESP        | Diego Espeso          | 51,57    |
| 5     | FIN        | Nuutti Leppänen       | 53,70    |
| 6     | POL        | Kacper Kędzior        | 53,89    |
| 7     | GER        | Nils Hofmann          | 54,11    |
| 8     | Österreich | Zsombor Klucsik       | 54,20    |

 Datum: 25. Juli 2025

### 2000 m Hindernis
| Platz | Land | Sportler          | Zeit (min) |
| ----- | ---- | ----------------- | ---------- |
| 1     | NOR  | Håkon Sørstad     | 5:42,26    |
| 2     | FRA  | Mathis Dubois     | 5:42,75    |
| 3     | POL  | Michał Gajdus     | 5:43,43    |
| 4     | ITA  | Tamirat Del Prete | 5:46,41    |
| 5     | ROU  | Tudor Margasoiu   | 5:47,11    |
| 6     | FIN  | Antti Ristanen    | 5:47,15    |
| 7     | ESP  | Pere Mas          | 5:47,21    |
| 8     | GRE  | Antonios Zampelis | 5:53,96    |

 Datum: 25. Juli 2025

### Medley-Staffel
| Platz | Land | Sportler                                                                 | Zeit (min) |
| ----- | ---- | ------------------------------------------------------------------------ | ---------- |
| 1     | CZE  | Jakub Marek Štěpán Vardžák Dominik Zajac Jiří Vacek                      | 1:52,43    |
| 2     | TUR  | Oğuzhan Yeşilobalıgil Toprak Özdemir Velat Bulut Yağız Delice            | 1:53,58    |
| 3     | GER  | Nikolas Tietze Andor Schumann Sebastian Hetzner Gianluca Wessendorf      | 1:53,71    |
| 4     | GRE  | Spyridon Konidaris Vasileios Tagaras Dimitrios Vavilis Ioannis Taskoudis | 1:53,84    |
| 5     | ITA  | Juan José Caggia Filippo Vedana Matteo Berardo Umed Caraccio             | 1:54,09    |
| 6     | POL  | Jakub Sarlej Iwo Urbanowicz Nikodem Dymiński David Malinowski            | 1:54,18    |
| 7     | SVK  | Sebastian Karp Richard Machata Filip Németh Timotej Vozár                | 1:57,94    |
| 8     | FRA  | Maël-Bephassou Lannurien Assad Ben Bahou Steven Gomis Kays Flamand       | 2:02,14    |

 Datum: 26. Juli 2025

### 5 km Gehen
| Platz | Land | Sportler         | Zeit (min) |
| ----- | ---- | ---------------- | ---------- |
| 1     | ITA  | Nicolo Vidal     | 20:22,43   |
| 2     | ESP  | Gabriel González | 20:35,25   |
| 3     | UKR  | Witalij Tarasjuk | 20:55,71   |
| 4     | IRL  | Matthew Newell   | 21:04,19   |
| 5     | CZE  | Dan Mochal       | 21:36,94   |
| 6     | HUN  | Dávid Ligeti     | 21:47,02   |
| 7     | FRA  | Mattéo Hénault   | 21:47,61   |
| 8     | CRO  | Patrik Pivarski  | 22:13,10   |

 Datum: 23. Juli 2025

### Hochsprung
| Platz | Land | Sportler               | Höhe (m) |
| ----- | ---- | ---------------------- | -------- |
| 1     | GRE  | Charalampos Alivizatos | 2,15     |
| 2     | CZE  | Vojtěch Zajíček        | 2,15     |
| 3     | LAT  | Daniels Ģiedris        | 2,11     |
| 4     | SUI  | Léo Courtine           | 2,07     |
| 5     | ESP  | Nicolás Clemente       | 2,07     |
| 6     | IRL  | Conor Penney           | 2,04     |
| 7     | POL  | Mateusz Posmyk         | 2,04     |
| 8     | FIN  | Lauri Sinkkonen        | 2,01     |

 Datum: 23. Juli 2025

### Stabhochsprung
| Platz | Land | Sportler           | Höhe (m) |
| ----- | ---- | ------------------ | -------- |
| 1     | FRA  | Zackaria Dia       | 5,20     |
| 2     | HUN  | Iván Varga         | 5,15     |
| 3     | POL  | Wiktor Jaroszewicz | 4,95     |
| 4     | ITA  | Gabriele Belardi   | 4,85     |
| 5     | ESP  | Enzo Martinez      | 4,85     |
| 6     | GER  | Nikolas Tietze     | 4,75     |
| 7     | UKR  | Andrii Pospolita   | 4,75     |
| 8     | EST  | Hendrik Madisson   | 4,65     |

 Datum: 24. Juli 2025

### Weitsprung
| Platz | Land | Sportler              | Weite (m) |
| ----- | ---- | --------------------- | --------- |
| 1     | FRA  | Rémi Mourie           | 7,86      |
| 2     | UKR  | Adam Bilokon          | 7,47      |
| 3     | SUI  | Noah Hasler           | 7,28      |
| 4     | HUN  | Botond Horváth        | 7,25      |
| 5     | GRE  | Vasileios Magouliotis | 7,16      |
| 6     | ESP  | Pablo García          | 7,16      |
| 7     | POL  | Stanisław Mączyński   | 7,10      |
| 8     | BUL  | Teodor Jankow         | 7,09      |

 Datum: 26. Juli 2025

### Dreisprung
| Platz | Land | Sportler                 | Weite (m) |
| ----- | ---- | ------------------------ | --------- |
| 1     | FRA  | Gora N’Diaye             | 15,38     |
| 2     | GRE  | Dimitrios Moumouris      | 15,12     |
| 3     | ESP  | Yoel Pérez               | 15,01     |
| 4     | TUR  | Deniz Kandöker           | 14,97     |
| 5     | GER  | Joel Yamah               | 14,86     |
| 6     | ITA  | Marco Mangani            | 14,79     |
| 7     | POR  | João Matos               | 14,67     |
| 8     | NOR  | Erlend Grytten Sunnarvik | 14,53     |

 Datum: 26. Juli 2025

### Kugelstoßen
| Platz | Land | Sportler              | Weite (m) |
| ----- | ---- | --------------------- | --------- |
| 1     | BIH  | Enhar Mahmić          | 19,34     |
| 2     | ESP  | Hugo Casañas          | 19,33     |
| 3     | CZE  | Filip Kappel          | 19,25     |
| 4     | POL  | Szymon Zając          | 19,02     |
| 5     | FRA  | Ingmar Bratteby-Belem | 18,69     |
| 6     | SRB  | Ermin Sinančević      | 18,56     |
| 7     | ROU  | Raul Filimon          | 18,48     |
| 8     | ISR  | Ido Mor               | 18,10     |

 Datum: 21. Juli 2025

### Diskuswurf
| Platz | Land | Sportler             | Weite (m) |
| ----- | ---- | -------------------- | --------- |
| 1     | LAT  | Toms Samauskis       | 62,52     |
| 2     | ITA  | Mattia Bartolini     | 61,86     |
| 3     | UKR  | Yehor Lapa           | 60,73     |
| 4     | GER  | Matti Sosna          | 59,41     |
| 5     | ESP  | Hugo Casañas         | 57,45     |
| 6     | FIN  | Riki Rafael Honkanen | 56,61     |
| 7     | POL  | Szymon Zając         | 55,84     |
| 8     | CZE  | Jaroslav Smělý       | 54,65     |

 Datum: 25. Juli 2025

### Hammerwurf
| Platz | Land | Sportler            | Weite (m) |
| ----- | ---- | ------------------- | --------- |
| 1     | CYP  | Alexandros Ghamrawi | 78,32     |
| 2     | GRE  | Sotirios Gentekos   | 77,36     |
| 3     | MDA  | Artiom Olaru        | 73,34     |
| 4     | IRL  | Thomas Williams     | 73,07     |
| 5     | FRA  | Yanis Aliouche      | 70,93     |
| 6     | SWE  | Oscar Juhlén        | 69,81     |
| 7     | ITA  | Enrico Galloni      | 66,05     |
| 8     | FIN  | Jere Murto          | 66,05     |

 Datum: 25. Juli 2025

### Speerwurf
| Platz | Land | Sportler                 | Weite (m) |
| ----- | ---- | ------------------------ | --------- |
| 1     | FIN  | Jere Murto               | 74,54     |
| 2     | HUN  | Oliver Levente Boysyhart | 68,97     |
| 3     | BEL  | Seppo Pauwels            | 67,53     |
| 4     | CZE  | Dominik Zajac            | 64,92     |
| 5     | ITA  | Leonardo di Mugno        | 64,15     |
| 6     | GER  | Niklas Konnemann         | 60,41     |
| 7     | POL  | Maciej Pszczółkowski     | 59,80     |
| 8     | SLO  | Luka Zarnik              | 58,90     |

 Datum: 23. Juli 2025

### Zehnkampf
| Platz | Land | Sportler                  | Punkte |
| ----- | ---- | ------------------------- | ------ |
| 1     | ITA  | Matteo Sorci              | 7605   |
| 2     | FRA  | Kilian Trochain           | 7462   |
| 3     | SUI  | David Brügger             | 7285   |
| 4     | LAT  | Ernests Lešinskis         | 7143   |
| 5     | NOR  | Lucas Bricot              | 6824   |
| 6     | GER  | Damian Leinhäuser         | 6803   |
| 7     | HUN  | Noel Kiss                 | 6796   |
| 8     | ISL  | Hjálmar Vilhelm Rúnarsson | 6706   |

 Datum: 26. Juli 2025

## Ergebnisse Mädchen

### 100 m
| Platz | Land | Sportlerin           | Zeit (s) |
| ----- | ---- | -------------------- | -------- |
| 1     | ITA  | Kelly Doualla        | 11,21    |
| 2     | SUI  | Xenia Buri           | 11,30    |
| 3     | POR  | Carolina Ventura     | 11,56    |
| 4     | POL  | Maja Gondek          | 11,67    |
| 5     | CZE  | Klára Kaděrová       | 11,68    |
| 6     | SWE  | Jamilia Bernhardsson | 11,77    |
| 7     | LAT  | Ieva Malnača         | 11,79    |
| 8     | DEN  | Alma Børregaard Ravn | 11,94    |

 Datum: 21. Juli 2025

### 200 m
| Platz | Land | Sportlerin            | Zeit (s) |
| ----- | ---- | --------------------- | -------- |
| 1     | ITA  | Margherita Castellani | 23,23    |
| 2     | FRA  | Béatrice Tassin       | 23,51    |
| 3     | SWE  | Jamilia Bernhardsson  | 23,56    |
| 4     | LAT  | Ieva Malnača          | 23,83    |
| 5     | SRB  | Una Jovanović         | 24,06    |
| 6     | MLT  | Thea Parnis Coleiro   | 24,07    |
| 7     | SUI  | Timea Rankl           | 24,41    |
| 8     | BEL  | Maya Wintquin         | 24,45    |

 Datum: 25. Juli 2025

### 400 m
| Platz | Land | Sportler          | Zeit (s) |
| ----- | ---- | ----------------- | -------- |
| 1     | SLO  | Živa Remic        | 52,21    |
| 2     | ITA  | Laura Frattaroli  | 53,71    |
| 3     | IRL  | Erin Friel        | 54,02    |
| 4     | POL  | Zofia Tomczyk     | 54,37    |
| 5     | UKR  | Iwanna Oleksijuk  | 54,41    |
| 6     | CZE  | Anna Cerovská     | 55,14    |
| 7     | HUN  | Szonja Keszthelyi | 55,32    |
| 8     | GRE  | Eleni Iakovaki    | 55,58    |

 Datum: 22. Juli 2025

### 800 m
| Platz | Land | Sportlerin           | Zeit (min) |
| ----- | ---- | -------------------- | ---------- |
| 1     | SUI  | Fiona von Flüe       | 2:03,18    |
| 2     | GER  | Cäcilia Weimann      | 2:04,36    |
| 3     | ITA  | Caterina Caligiana   | 2:05,07    |
| 4     | SRB  | Tara Vučković        | 2:05,96    |
| 5     | ESP  | Aitana Navajo        | 2:06,33    |
| 6     | FRA  | Anaïse Meier         | 2:08,93    |
| 7     | CRO  | Elena Tomić          | 2:09,45    |
| 8     | CZE  | Dorothea Dařbujánová | 2:09,92    |

 Datum: 26. Juli 2025

### 1500 m
| Platz | Land | Sportlerin           | Zeit (min) |
| ----- | ---- | -------------------- | ---------- |
| 1     | POR  | Mariana Moreira      | 4:26,48    |
| 2     | ESP  | Laia Cariñanos       | 4:26,61    |
| 3     | POL  | Oksana Pestka        | 4:26,66    |
| 4     | TUR  | Elif Beyza Kökçüoğlu | 4:27,59    |
| 5     | SUI  | Tiziana Rosamilia    | 4:29,63    |
| 6     | CRO  | Elena Ban            | 4:29,69    |
| 7     | FRA  | Clémence Dréau       | 4:30,29    |
| 8     | SLO  | Ana Verneker         | 4:32,83    |

 Datum: 26. Juli 2025

### 3000 m
| Platz | Land | Sportlerin            | Zeit (min) |
| ----- | ---- | --------------------- | ---------- |
| 1     | NOR  | Venus Abraham Teffera | 9:31,10    |
| 2     | ESP  | Amanda Roman          | 9:31,45    |
| 3     | CZE  | Veronika Břízová      | 9:32,78    |
| 4     | SWE  | Hanna Strand          | 9:36,50    |
| 5     | IRL  | Emma Hickey           | 9:38,17    |
| 6     | POL  | Anna Jędrzejczyk      | 9:38,81    |
| 7     | TUR  | Viyan Adar            | 9:40,04    |
| 8     | POR  | Maria Jesus           | 9:42,20    |

 Datum: 21. Juli 2025

### 100 m Hürden
| Platz | Land | Sportlerin       | Zeit (s) |
| ----- | ---- | ---------------- | -------- |
| 1     | ITA  | Alessia Succo    | 13,04    |
| 2     | SUI  | Sereina Liem     | 13,18    |
| 3     | SVK  | Nina Hejčíková   | 13,35    |
| 4     | BUL  | Iwa Deliwerska   | 13,43    |
| 5     | POL  | Vanessa Michaluk | 13,49    |
| 6     | POR  | Madalena Sampaio | 13,73    |
| 7     | FRA  | Auxane Kingue    | 13,81    |
| 8     | GER  | Daryl Ndasi      | 13,81    |

 Datum: 25. Juli 2025

### 400 m Hürden
| Platz | Land | Sportlerin       | Zeit (s) |
| ----- | ---- | ---------------- | -------- |
| 1     | SUI  | Mina Hirsbrunner | 58,20    |
| 2     | FIN  | Emma Juntunen    | 58,78    |
| 3     | IRL  | Ellis McHugh     | 59,25    |
| 4     | LUX  | Uyana Granger    | 59,49    |
| 5     | GER  | Lynn Pöppelmann  | 59,61    |
| 6     | SVK  | Nina Čanecká     | 60,05    |
| 7     | SLO  | Zarja Žižek      | 60,30    |
| 8     | SRB  | Lena Bogdanović  | 60,49    |

 Datum: 25. Juli 2025

### 2000 m Hindernis
| Platz | Land | Sportlerin           | Zeit (min) |
| ----- | ---- | -------------------- | ---------- |
| 1     | BEL  | Clémentine Byl       | 6:31,29    |
| 2     | SWE  | Fanny Szalaki        | 6:31,48    |
| 3     | ESP  | Debritu Paniagua     | 6:39,14    |
| 4     | GRE  | Ioanna Stamatopoulou | 6:39,79    |
| 5     | GER  | Lina Haase           | 6:45,81    |
| 6     | FRA  | Guillemette Vincent  | 6:47,51    |
| 7     | FIN  | Klaara Mertsalo      | 6:54,77    |
| 8     | POL  | Zuzanna Szymańska    | 6,55,96    |

 Datum: 26. Juli 2025

### Medley-Staffel
| Platz | Land | Sportlerinnen                                                         | Zeit (min) |
| ----- | ---- | --------------------------------------------------------------------- | ---------- |
| 1     | ITA  | Isabella Pastore Margherita Castellani Laura Frattaroli Kelly Doualla | 2:04,57    |
| 2     | SUI  | Xenia Buri Jelena Schranz Timea Rankl Mina Hirsbrunner                | 2:05,93    |
| 3     | POL  | Maja Gondek Zofia Tomczyk Aleksandra Przybylska Milena Basińska       | 2:06,30    |
| 4     | IRL  | Erin Friel Destiny Lawal Molly Daly Ellis McHugh                      | 2:07,06    |
| 5     | FRA  | Luna Di Maggio Auxane Kingue Rose Djagbre Beatrice Tassin             | 2:07,30    |
| 6     | CZE  | Alžběta Podzimková Emílie Hornová Eliška Jarošová Klára Kaděrová      | 2:08,50    |
| 7     | POR  | Margarida Oliveira Sara Ferreira Carolina Ventura Madalena Sampaio    | 2:10,23    |
| 8     | LAT  | Annija Rasnača Ieva Malnača Emīlija Vīksna Beāte Buka                 | 2:12,48    |

 Datum: 26. Juli 2025

### 5 km Gehen
| Platz | Land | Sportlerin           | Zeit (min) |
| ----- | ---- | -------------------- | ---------- |
| 1     | FRA  | Daphné Gâteau-Fernez | 22:49,08   |
| 2     | ITA  | Valentina Adamo      | 23:22,76   |
| 3     | GRE  | Chara Gerou          | 23:34,98   |
| 4     | UKR  | Weronika Tkatschuk   | 23:52,59   |
| 5     | TUR  | Şeri̇fe Güven         | 24:24,27   |
| 6     | HUN  | Sára Alföldi         | 24:34,27   |
| 7     | POR  | Ana Sofia Santos     | 24:39,79   |
| 8     | CRO  | Linda Nujić          | 24:48,77   |

 Datum: 25. Juli 2025

### Hochsprung
| Platz | Land | Sportlerin         | Höhe (m) |
| ----- | ---- | ------------------ | -------- |
| 1     | ESP  | Aitana Alonso      | 1,86     |
| 2     | SWE  | Svea Victoren      | 1,82     |
| 3     | ROU  | Lena Maria Ionescu | 1,76     |
| 4     | ITA  | Sophie Barbagallo  | 1,76     |
| 5     | BUL  | Natali Saharijewa  | 1,76     |
| 6     | SRB  | Iva Bežanović      | 1,73     |
| 6     | GER  | Eva Kalb           | 1,73     |
| 8     | FRA  | Charlotte Sorin    | 1,73     |

 Datum: 26. Juli 2025

### Stabhochsprung
| Platz | Land | Sportlerin           | Höhe (m) |
| ----- | ---- | -------------------- | -------- |
| 1     | EST  | Allika Inkeri Moser  | 4,52     |
| 2     | FRA  | Moana Peyrard        | 4,05     |
| 3     | GRE  | Anastasia Boumpulidi | 3,95     |
| 4     | ITA  | Ylenia Bernardo      | 3,85     |
| 5     | GER  | Tessa Bottner        | 3,75     |
| 5     | POL  | Katarzyna Brzezińska | 3,75     |
| 7     | CZE  | Lucie Kermesová      | 7,60     |
| 7     | LAT  | Nikola Trasune       | 3,60     |

 Datum: 21. Juli 2025

### Weitsprung
| Platz | Land | Sportlerin             | Weite (m) |
| ----- | ---- | ---------------------- | --------- |
| 1     | POL  | Aleksandra Sochacka    | 6,13      |
| 2     | FIN  | Ella Wallin            | 6,12      |
| 3     | ROU  | Ana Maria Dogan        | 6,09      |
| 4     | LAT  | Brenda Džiliana Apsīte | 6,05      |
| 5     | ESP  | Luna Arnás Ferreira    | 5,95      |
| 6     | TUR  | Eylül Dönmez           | 5,94      |
| 7     | CZE  | Kristýna Záhořová      | 5,93      |
| 8     | FRA  | Léonie Proust          | 5,91      |

 Datum: 22. Juli 2025

### Dreisprung
| Platz | Land | Sportlerin             | Weite (m) |
| ----- | ---- | ---------------------- | --------- |
| 1     | ROU  | Daria Vrînceanu        | 13,65     |
| 2     | LAT  | Brenda Džiliana Apsīte | 13,52     |
| 3     | ESP  | Ana Estrella De León   | 13,51     |
| 4     | FRA  | Amayelle Sy de Vaucher | 13,34     |
| 5     | TUR  | Eylül Dönmez           | 12,64     |
| 6     | SVK  | Nela Gabčíková         | 12,53     |
| 7     | POR  | Anamar Jorge           | 12,43     |
| 8     | UKR  | Walerija Lapa          | 12,22     |

 Datum: 25. Juli 2025

### Kugelstoßen
| Platz | Land | Sportlerin         | Weite (m) |
| ----- | ---- | ------------------ | --------- |
| 1     | GRE  | Anastasia Andreadi | 17,33     |
| 2     | POL  | Kinga Jackowska    | 17,13     |
| 3     | CRO  | Zara Veltruski     | 16,38     |
| 4     | UKR  | Anhelina Schepel   | 16,15     |
| 5     | GER  | Antonia Heberle    | 15,95     |
| 6     | BEL  | Chiara Dhont       | 15,70     |
| 7     | CZE  | Eliška Večeřová    | 15,50     |
| 8     | CYP  | Marina Hadjicosta  | 15,50     |

 Datum: 26. Juli 2025

### Diskuswurf
| Platz | Land | Sportlerin         | Weite (m) |
| ----- | ---- | ------------------ | --------- |
| 1     | HUN  | Mirabella Keserű   | 50,77     |
| 2     | GRE  | Theodora Kirmanidi | 47,63     |
| 3     | CYP  | Marina Hadjicosta  | 47,41     |
| 4     | TUR  | Sümeyye Nur Şirin  | 46,66     |
| 5     | GER  | Chiara Wildner     | 46,64     |
| 6     | POL  | Kinga Jackowska    | 46,37     |
| 7     | BEL  | Maëlle Perini      | 45,46     |
| 8     | CZE  | Tereza Kothánková  | 43,64     |

 Datum: 21. Juli 2025

### Hammerwurf
| Platz | Land | Sportlerin           | Weite (m) |
| ----- | ---- | -------------------- | --------- |
| 1     | UKR  | Polina Dseroschynska | 71,50     |
| 2     | GRE  | Alexandra Chernova   | 68,26     |
| 3     | HUN  | Mirabella Keserű     | 65,85     |
| 4     | SLO  | Oriana Lovrec        | 64,45     |
| 5     | FIN  | Venla Siekkinen      | 64,06     |
| 6     | TUR  | Nisa Özdemir         | 63,22     |
| 7     | GER  | Sophie Peter         | 63,12     |
| 8     | FRA  | Alix Louvard         | 61,89     |

 Datum: 25. Juli 2025

### Speerwurf
| Platz | Land | Sportlerin      | Weite (m) |
| ----- | ---- | --------------- | --------- |
| 1     | POL  | Amelia Gibas    | 51,15     |
| 2     | SLO  | Živa Križ       | 51,04     |
| 3     | DEN  | Viola Hansgaard | 49,25     |
| 4     | GER  | Melina Philipp  | 48,88     |
| 5     | SWE  | Elin Lindberg   | 48,64     |
| 6     | HUN  | Zsófia Vágó     | 46,09     |
| 7     | CRO  | Ema Trogrlić    | 45,16     |
| 8     | TUR  | Ezgi Gözlükaya  | 44,38     |

 Datum: 25. Juli 2025

### Siebenkampf
| Platz | Land | Sportlerin       | Punkte |
| ----- | ---- | ---------------- | ------ |
| 1     | GER  | Svea Funck       | 5794   |
| 2     | SUI  | Norina Hug       | 5609   |
| 3     | SWE  | Tove Arwidson    | 5317   |
| 4     | CZE  | Eliška Jarošová  | 5274   |
| 5     | FIN  | Isabella Tuulari | 5266   |
| 6     | EST  | Diana Vanamb     | 5226   |
| 7     | ITA  | Isabella Pastore | 5223   |
| 8     | FRA  | Luna Di Maggio   | 5116   |

 Datum: 22. Juli 2025

## Ergebnisse Mixed

### 4 × 400 m Staffel
| Platz | Land | Sportler                                                                 | Zeit (min) |
| ----- | ---- | ------------------------------------------------------------------------ | ---------- |
| 1     | ITA  | Juan Jose Caggia Laura Frattaroli Caterina Caligiana Diego Mincini       | 3:23,02    |
| 2     | CZE  | Jakub Marek Alžběta Podzimková Anna Cerovská Tomáš Horák                 | 3:23,54    |
| 3     | GRE  | Rafailia Giannoulidou Eleni Iakovaki Spyridon Konidaris Savvas Chnitidis | 3:27,53    |
| 4     | TUR  | Oğuzhan Yeşilobalıgil Berfin Babat Velat Bulut Elif Kökçüoğlu            | 3:31,17    |
| 5     | POR  | Sara Ferreira Tiago Dekie Raphael Pereira Madalena Sampaio               | 3:34,16    |
| 6     | ROU  | Mario Doagă Ciprian Irimia Alessia Burcă Daniela Ciobanu                 | 3:35,18    |
| 7     | POL  | Aleksandra Sochacka Kacper Kędzior Iwo Urbanowicz Zuzanna Kornacka       | 3:37,70    |
| 8     | BIH  | Amer Bećirović Ema Kovač Ena Bećirović Harun Hušidić                     | 3:42,64    |

 Datum: 23. Juli 2025